# Comunità dei comuni Caux vallée de Seine
La Comunità dei comuni Caux vallée de Seine  (Communauté de communes Caux vallée de Seine  in lingua francese) era una struttura intercomunale francese, situata nel dipartimento della Senna Marittima, regione dell'Alta Normandia. È nata nel 2008 con la fusione delle Comunità dei comuni di Caudebec-en-Caux-Brotonne, di quella del Cantone di Bolbec e di quella di Port-Jérôme.
La Comunità dei comuni Caux vallée de Seine appare come un territorio privilegiato: ben servito dalla rete stradale, beneficia di un potenziale di sviluppo economico e turistico importante.
La principale posta in gioco del territorio rimane soprattutto la sua posizione ed il suo riconoscimento al centro della bassa valle della Senna. In effetti, nonostante il suo peso economico, il territorio ha difficoltà a rivaleggiare con i vicini agglomerati urbani di Havre e di Rouen, i quali, molto vicini, stendono la loro zona d'influenza sulle diverse componenti del territorio.
La strategia della comunità è quella di posizionarsi in modo ambizioso, costituendo un "polo di equilibrio" intermedio fra i due grossi e vicini agglomerati urbani, sviluppando le proprie capacità di accoglienza economica, turistica e residenziale.
I legami che vi sono fra i cantoni di Lillebonne, Bolbec e Caudebec-en-Caux spiegano la volontà di cooperazione fra i tre cantoni e giustificano il loro raggruppamento all'interno di un Paese. Inoltre l'area d'influenza del commercio della valle e del bacino d'impiego di Port-Jérôme, va oltre il perimetro del "Paese". Le importanti relazioni fra il territorio e il polo di Yvetot (sito nella zona d'impiego di Lillebonne) hanno naturalmente condotto gli eletti a intravedere un avvicinamento.
La Carta dello Sviluppo duraturo del paese di Caux vallée de Seine, ha l'ambizione di fissare il quadro di Sviluppo sostenibile del paese su di un orizzonte da 10 a 15 anni. Questo progetto di documento è stato realizzato a partire dalla sintesi strategica preceduta da una diagnosi territoriale completa che ha permesso di definire la posta in gioco dello sviluppo per il territorio.
Essa è frutto di un lavoro d'indagine sviluppato in stretta collaborazione con gli esponenti del territorio in modo da aderire il più possibile alla realtà locale e dalle esigenze della popolazione. Dalla fase diagnostica l'insieme degli eletti (consiglieri comunali, sindaci e consiglieri generali) e degli operatori socio-economici dei diversi cantoni del territorio sono stati associati nel quadro dei colloqui individuali, dei laboratori geografici e del Forum Pays, organizzati nel corso degli anni 2000 e 2001.
Il Consiglio di Sviluppo è stato istituito nel novembre 2000 e s'è riunito quattro volte per pronunciarsi sulla scelta di uno scenario di sviluppo e partecipare alla definizione della strategia del territorio per il suo sviluppo sostenibile. Le conclusioni dei lavori del Consiglio di Sviluppo hanno permesso di costruire i grandi assi di sviluppo del documento di sviluppo sostenibile del paese di de Caux vallée de Seine, convalidato nel comitato di direzione e dalle varie strutture componenti il paese.
Il progetto del Documento di sviluppo sostenibile del paese di Caux vallée de Seine si articola con i lavori precedenti che erano necessari al documento stesso. Esso integra anche gli orientamenti per i singoli comuni definiti a loro volta:
- nello Schema direttivo del Commercio della valle,
- nel Documento del Parco naturale regionale delle anse della Senna normanna,
- nel SAGE del Commercio della valle.

D'altra parte, la preservazione dell'ambiente, essenziale per lo sviluppo del territorio, costituisce essa stessa un principio fondante del progetto del Documento.

## Cronologia
- 12 aprile 2006: riunione dei sindaci e dei consiglieri municipali in vista del raggruppamento delle comunità dei comuni di Caudebec-en-Caux-Brotonne, di Port-Jérôme e del Cantone di Bolbec in una sola comunità che raggrupperà i 47 comuni.
- marzo 2007: le tre comunità di comuni votano a favore della fusione.
- 18 giugno 2007: il consiglio municipale di Saint-Wandrille-Rançon si oppone all'adesione del comune alla futura comunità dei comuni Caux-Vallée de Seine.
- 30 luglio 2007: il consiglio municipale di Saint-Wandrille-Rançon emette la sollecitazione all'adesione alla comunità dei comuni del Trait-Yainville.
- 15 ottobre 2007: firma da parte del prefetto del decreto di creazione della comunità dei comuni Caux-Vallée de Seine.
- 4 dicembre 2007: primo consiglio comunitario.
- 18 dicembre 2007: firma del budget.
- 1 gennaio 2008: la Comunità dei Comuni di Port-Jérôme diviene la Comunità dei Comuni Caux-Vallée de Seine, su un territorio esteso a 47 comuni che contano circa 63 500 abitanti.

## Composizione della Comunità
- Capoluogo: Lillebonne

1. Anquetierville
2. Auberville-la-Campagne
3. Bernières
4. Beuzeville-la-Grenier
5. Beuzevillette
6. Bolbec
7. Bolleville
8. Caudebec-en-Caux
9. La Frénaye
10. Grand-Camp
11. Gruchet-le-Valasse
12. Heurteauville
13. Lanquetot
14. Lintot
15. Louvetot
16. La Mailleraye-sur-Seine
17. Maulévrier-Sainte-Gertrude
18. Mélamare
19. Mirville
20. Nointot
21. Norville
22. Notre-Dame-de-Bliquetuit
23. Notre-Dame-de-Gravenchon
24. Parc-d'Anxtot
25. Petiville
26. Raffetot
27. Rouiville
28. Saint-Antoine-la-Forêt
29. Saint-Arnoult
30. Saint-Aubin-de-Crétot
31. Saint-Eustache-la-Forêt
32. Saint-Gilles-de-Crétot
33. Saint-Jean-de-Folleville
34. Saint-Jean-de-la-Neuville
35. Saint-Maurice-d'Ételan
36. Saint-Nicolas-de-Bliquetuit
37. Saint-Nicolas-de-la-Haie
38. Saint-Nicolas-de-la-Taille
39. Saint-Wandrille-Rançon
40. Tancarville
41. Touffreville-la-Cable
42. La Trinité-du-Mont
43. Triquerville
44. Trouville
45. Vatteville-la-Rue
46. Villequier

## Siti turistici notevoli
- Abbazia del Valasse a Gruchet-le-Valasse
- Teatro romano a Lillebonne
- Museo Victor-Hugo a Villequier
- Castello di Ételan a Saint-Maurice-d'Ételan
- Chiesa di Notre-Dame a Caudebec-en-Caux
- Museo della marina di Seine a Caudebec-en-Caux
- Casa dei templari a Caudebec-en-Caux
- Abbazia di Saint-Wandrille de Fontenelle a Saint-Wandrille-Rançon